# Seichō Matsumoto

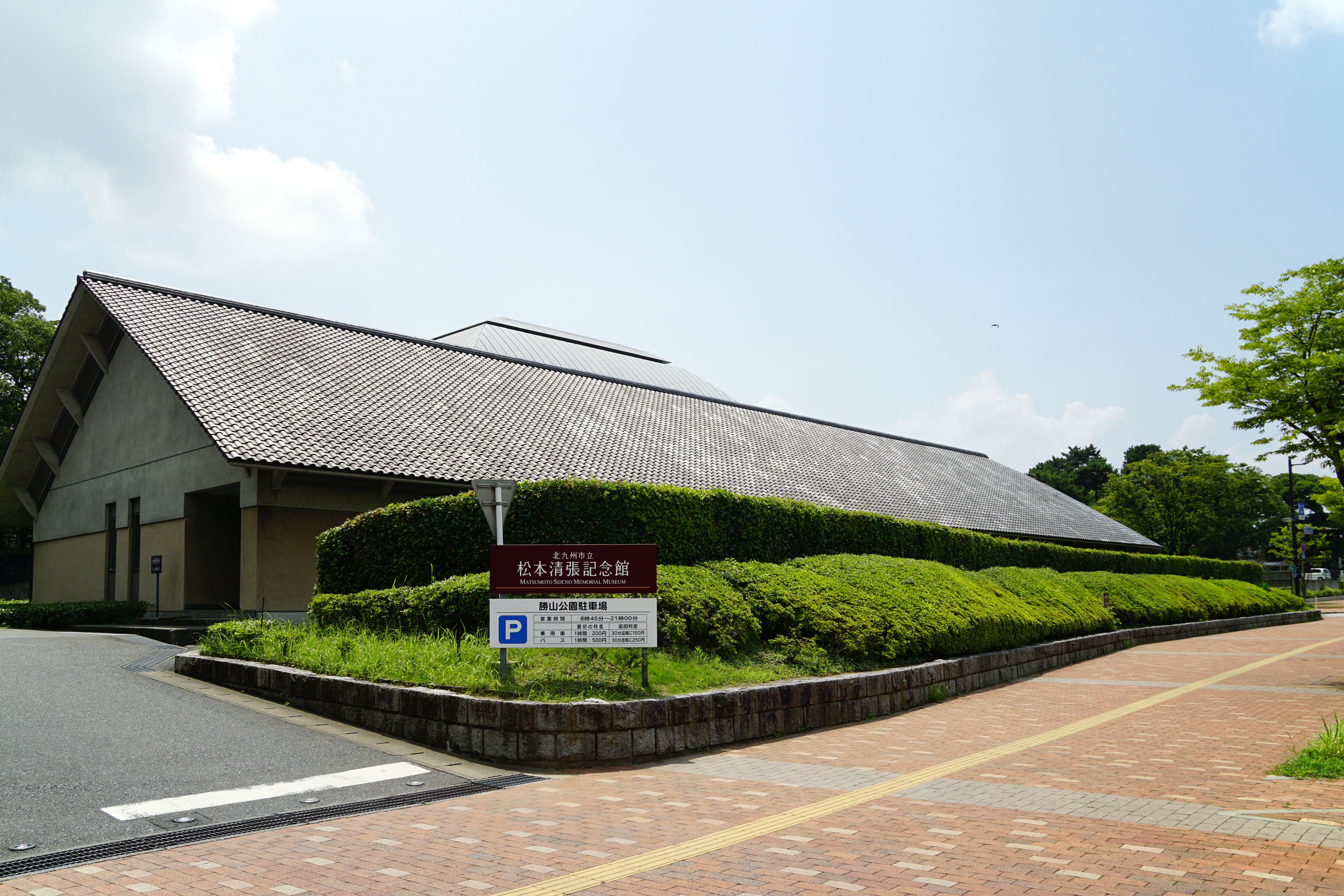
Matsumoto Seichō Memorial Museum a Kitakyūshū

Seichō Matsumoto (松本清張, nome d'arte di Kiyoharu Matsumoto; Kitakyūshū, 21 dicembre 1909 – Tokyo, 4 agosto 1992) è stato uno scrittore giapponese.

## Biografia
Nato a Kokura (oggi Kokura Kita Ku, quartiere di Kitakyūshū), Fukuoka, abbandona gli studi ancora giovanissimo e lavora per diversi anni in una tipografia. Nel 1942 lavora per la rivista Journal Asahi, dove riesce anche a pubblicare alcuni racconti storici. Nel 1953 vince il Premio Akutagawa (in onore dello scrittore e poeta Ryūnosuke Akutagawa) per una cronaca storica: tale successo gli permette, nell'arco di pochi anni, di dedicarsi a tempo pieno all'attività di scrittore. Nel 1970 il successo nel Kikuchi Kan Prize conferma il suo ruolo come uno dei più importanti autori giapponesi.
Dal 1955, infatti, inizia a pubblicare romanzi polizieschi di stampo prettamente realistico, in netto contrasto con l'allora vigente letteratura di genere giapponese, impregnata di elementi spesso fantastici. Nel 1957 vince il Premio del Club degli scrittori polizieschi per una sua antologia. Lo stesso anno la rivista Tabi pubblica a puntate il romanzo Ten to Sen, che riscuote grande successo di pubblico e viene tradotto in molti altri paesi.
Le tematiche dei suoi polizieschi affondano spesso le radici nei problemi sociali giapponesi, con una predilezione per l'indagine strettamente logica ed intuitiva. Spesso definito il Simenon giapponese, Matsumoto ha scritto più di 300 romanzi, oltre a moltissimi racconti, che hanno riscosso successo in tutto il mondo. Muore a 82 anni di cancro, il 4 agosto 1992.
In Italia, dopo un lunghissimo ritardo editoriale, la Mondadori e Adelphi hanno iniziato a pubblicare alcuni romanzi e racconti dell'autore.

## Opere
Per tutte le opere ove esista una versione italiana, viene riportato prima il titolo italiano poi, tra parentesi, quello originale giapponese seguito dalla traslitterazione col Sistema Hepburn con la data di prima pubblicazione; a seguito, l'eventuale traduttore italiano, poi l'editore italiano e infine l'anno di prima pubblicazione.

### Romanzi
- Tokyo Express (点と線 - Ten to Sen, 1958), traduzione di Gala Maria Follaco, Milano, Adelphi, 2018, ISBN 978-88-459-3244-1. [col titolo La morte è in orario, traduzione di Mario Teti, Il Giallo Mondadori n.1149, Milano, Mondadori, 1971]
- Me no Kabe - 眼の壁, 1959
- Agenzia A (ゼロの焦点 - Zero no Shoten, 1959), traduzione di Laura Testaverde, Collana Il giallo Mondadori, Milano, Mondadori, 2020, ISBN 978-88-047-2153-6.
- Mare nero di alberi (黒い樹海 - Kuroi Jukai, 1960)
- Torre delle onde (波の塔 - Nami no Tou, 1960)
- La ragazza del Kyūshū (Kiri no hata, 1961), traduzione di Gala Maria Follaco, Collana Fabula n.348, Milano, Adelphi, 2019, ISBN 978-88-459-3396-7.
- Come sabbia tra le dita (砂の器 - Suna no Utsuwa, 1961), traduzione [dalla versione francese] di Mario Morelli, Il Giallo Mondadori n.2112, Milano, Mondadori, luglio 1989; Collana Oscar Absolute, Mondadori, 2018, ISBN 978-88-047-0119-4; Collana Il giallo Mondadori, Milano, Mondadori, 2021.
- Cattivi ragazzi (わるいやつら - Warui Yatsura, 1961)
- Vangelo nero (黒い福音 - Kuroi Fukuin, 1961)
- Kyūkei no Kōya (球形の荒野, 1962)
- Consuetudini del tempo (時間の習俗 - Jikan no Shūzoku, 1962)
- Sentiero della bestia (けものみち - Kemono-Michi, 1964)
- Il complesso di D (Dの複合 - D no Fukugō, 1968)
- Chūō Ryūsa (中央流沙, 1968)
- Un posto tranquillo (聞かなかった場所 - Kikanakatta Basho, 1971), traduzione di Gala Maria Follaco, Collana Fabula n.362, Milano, Adelphi, 2020, ISBN 978-88-459-3508-4.
- L'attesa (Tsuyokiari, 1971), trad. di Gala Maria Follaco, Collana Fabula n.404, Milano, Adelphi, 2024, ISBN 978-88-459-3899-3.
- Approccio distante (遠い接近 - Tōi Sekkin, 1972)
- Sentiero di fuoco [tra l'antica Persia e il Giappone] (火の路 - Hi no Michi, 1975)
- Castello di vetro (ガラスの城 - Garasu no Shiro, 1976)
- Scena passata (渡された場面 - Watasareta Bamen, 1976)
- Vortice (渦 - Uzu, 1977)
- Una donna geniale che dipinge (天才画の女 - Tensaiga no Onna, 1979)
- Taccuino in pelle nera (黒革の手帖 - Kurokawa no Techō, 1980)
- Genjin (眩人, 1980)
- Scale che si illuminano di notte (夜光の階段 - Yakou no Kaidan, 1981)
- Irodorigawa (彩り河, 1983)
- Mappa vagante (迷走地図 - Meisou Chizu, 1983)
- Seta calda (熱い絹 - Atsui Kinu, 1985)
- Seijū Hairetsu (聖獣配列, 1986)
- Incontro nella nebbia (霧の会議 - Kiri no Kaigi, 1987)
- Il palazzo dei matrimoni (黒い空 - Kuroi Sora,[2] 1988), traduzione di Lidia Origlia, Il Giallo Mondadori n.2570, Milano, Mondadori, 1998, ISBN 977-11-205-0800-4.
- Era glaciale rossa (赤い氷河期 - Akai Hyōgaki, 1989)
- Follia degli dei (神々の乱心 - Kamigami no Ranshin, 1997)

### Racconti
- La fattura di Saigō (西郷札 - Saigō satsu, 1951)
- La leggenda del Diario di Kokura (或る「小倉日記」伝 - Aru "Kokura-nikki" den, 1952)
- La faccia (顔 - Kao, 1955)
- La donna che scriveva haiku e altre storie (声 - Koe, 1955), traduzione di Maria Carla Dallavalle, Il giallo Mondadori, Milano, Mondadori 2021, ISBN 978-88-047-1474-3. [raccolta di 6 racconti]
- Appostamento (張込み - Harikomi, 1955)
- La donna che compra un giornale locale (地方紙を買う女 - Chihōshi o Kau Onna, 1957)
- Aspetta un anno e mezzo (一年半待て - Ichinenhan Mate, 1957)
- Kichiku (鬼畜, 1958)
- Il passo di Amagi (天城越え - Amagi Goe, 1959), traduzione di Gala Maria Follaco, Collana Microgrammi, Milano, Adelphi, 2022, ISBN 978-88-459-3545-9. [pubblicato nella raccolta di storie Kuroi Gashu II]
- Il dito (指 - Yubi, 1969)
- Il dubbio (疑惑 - Giwaku, 1982), traduzione di Gala Maria Follaco, Collana Fabula n.385, Milano, Adelphi, 2022, ISBN 978-88-459-3737-8.

## Filmografia
Sono stati tratti 19 film dai suoi romanzi, due speciali televisivi dedicati ai suoi racconti, ed una serie televisiva basata su Come sabbia tra le dita. Il tutto inedito in Italia.